# Eucatagonium gracile
Eucatagonium gracile là một loài rêu trong họ Catagoniaceae. Loài này được Besch. Broth. mô tả khoa học đầu tiên năm 1925.